# البنك المركزي الموريتاني
البنك المركزي الموريتاني أنشئ في 1 مايو 1973م ويعرف أيضا ب BCM Banque Central de Mauritanie قبل ذلك كانت موريتانيا ضمن مجموعة الفرنك غرب أفريقي، في المحافظ الحالي للبنك هو عبد العزيز ولد الداهي.

## نشاطاته
يتولى البنك إصدار عملة موريتانيا الأوقية وكذلك مراقبة المصارف والبنوك المحلية هذا بالإضافة إلى إدارة احتياط النقد الأجنبي والمشاركة في تحديد السياسة النقدية.
بالإضافة لدوره الأساسي وهو العمل على ثبات الأسعار، يقوم البنك المركوزي الموريتاني بالأدوار التالية:
1- أداء وتطبيق سياسات اقتصادية جديدة عامة
- تحديد وتطبيق السيايات الاقتصادية للجمهورية اإسلامية الموريتانية
- المشاركة في تحديد سياسة المبادلات وضمان تطبيقها
- تنظيم ومراقبة سوق التبادلات

2- إصدار اللأوراق المالية
- إدارة احتياطي البلد من العملة الصعبة
- تحديد وإدارة الاحتياطيات الأجنبية الرسمية

3- تنفيذ أنظمة ووسائل الدفع
- تعزيز الاستقرار وأمن وكفاءة نظام الدفع في موريتانيا

4- ثبات النظام المالي
- مراقبة وتنظيم البنوك والمؤسسات المالية الأخرى وفقا للقوانين التي صدرت في هذا الشأن.
- المساهمة في استقرار النظام المالي في موريتانيا

5- القيام بأي مهام أخرى أوكلة إليه من لوائح قانونية أو أي قانون آخر يعهد إليه

## محافظ للبنك
| التاريخ                            | المحافظ                 |
| ---------------------------------- | ----------------------- |
| 01 يونيو 1973 م -30 يونيو 1978 م   | أحمد ولد داداه          |
| 30 يونيو 1978 م - 1981 م           | سيد أحمد ولد ابنيجارة   |
| 30 يونيو 1978 م -29أبريل 1981 م    | جيك بوب فاربا           |
| 29أبريل 1981 م- 3أغسطس 1983 م      | أحمد ولد الزين          |
| 3أغسطس 1983 م - 21 سبتمبر 1987 م   | دينج بوبو فاربا         |
| 21 سبتمبر 1987 م -11 بريل 1988 م   | محمد ولد الناني         |
| 11 بريل 1988 م- 27 يونيو 1992 م    | أحمد ولد الزين          |
| 27 يونيو 1992 م - 08 يونيو 1993 م  | مصطفي ولد عبيدالرحمان   |
| 08 يونيو 1993 م - 18 دجمبر 1997 م  | محمدو ولد ميشل          |
| 18 دجمبر 1997 م - 28 يناير 2001 م  | محفوظ ولد محمد عالي     |
| 08 يونيو 1993 م - 18 دجمبر 1997 م  | سيدي المحتار ولد الناجي |
| 07 أغسطس 2002 م -29 يناير 2003 م   | يحيى ولد العتيق         |
| 29 يناير 2003 م - 01 يونيو 2003 م  | باصيدو صيدو موسى        |
| 01 يونيو 2003 م - 26 أغسطس 2004 م  | أحمد سالم ولد التباخ    |
| 26 أغسطس 2004 م - 13 سبتمبر 2006 م | الزين ولد زيدان         |
| 13 سبتمبر 2006 م - 7 نوفمبر 2008 م | عثمان كان               |
| 7 نوفمبر 2008 م - 2009 م           | سيداتي ولد بنحميدة      |
| 2009 م -                           | سيد أحمد ولد الرايس     |

## وصلات خارجية
- بنك موريتانيا المركزي